# عصير الطماطم

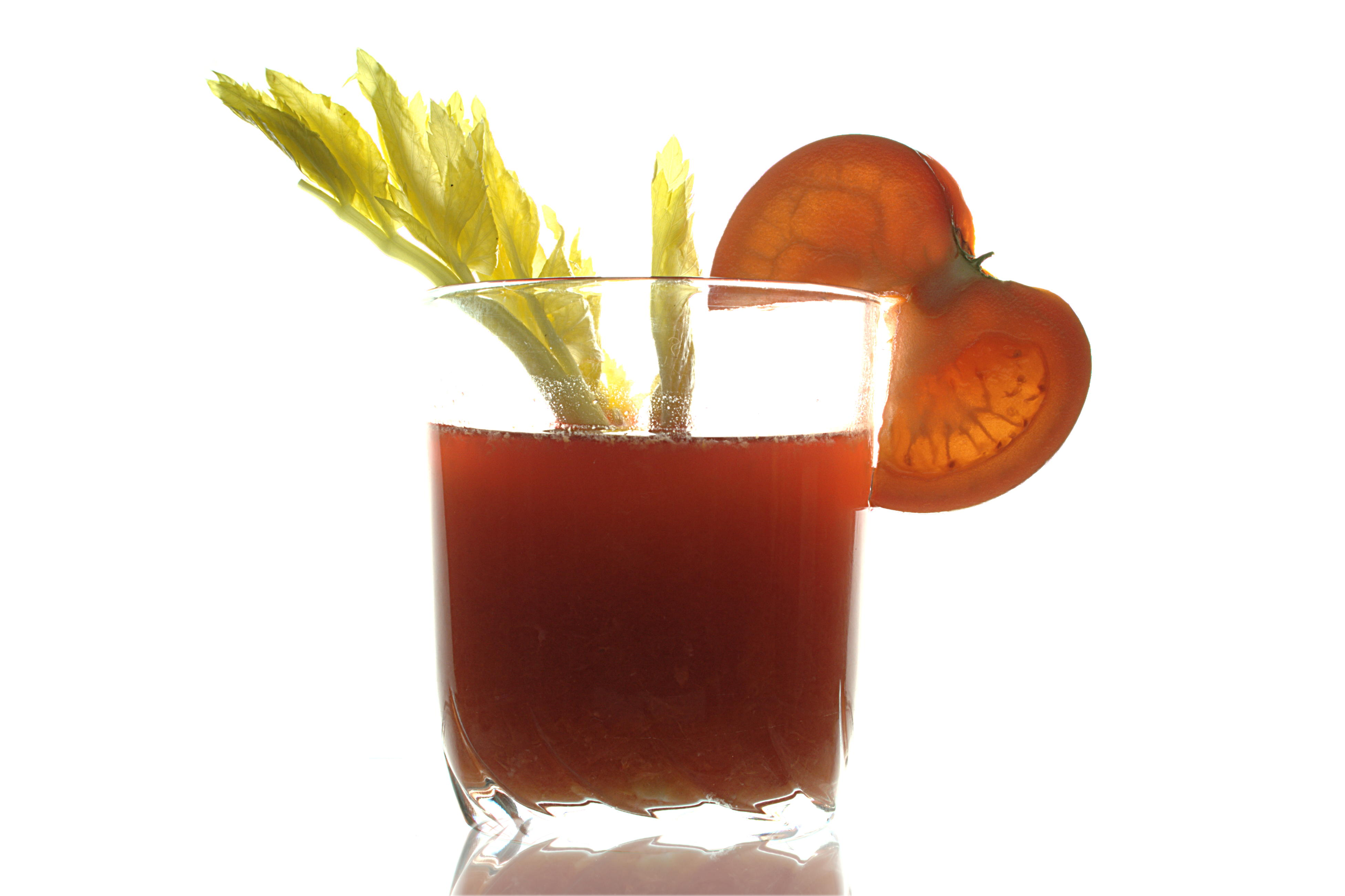
عصير الطماطم في كوب زجاجي

عصير الطماطم (بالإنجليزية: Tomato juice)‏ هو العصير المصنوع من الطماطم. وعادة ما يستخدم على أنه من المشروبات، إما عادي أو على شكل كوكتيلات.

## المكونات
تضيف العديد من الشركات التجارية المصنعة لعصير الطماطم ملح الطعام. وكذلك تضاف مكونات أخرى في كثير من الأحيان، مثل مسحوق البصل، مسحوق الثوم، وبهارات أخرى.

## المعلومات الغذائية
يحتوي كوب واحد من عصير الطماطم المعلب (243 مل)، حسب الموقع التالي:
- سعرات حرارية : 41
- الدهون: 0.12
- الكربوهيدرات: 10.30
- الألياف: 1
- البروتين: 1.85
- الكوليسترول: 0